# Victoria Tower
La Victoria Tower es un edificio situado en la localidad de Kista, en las afueras de Estocolmo. Es el séptimo edificio más alto de Suecia. Es la sede de la empresa hotelera Scandic. Fue diseñado por la firma de arquitectos Wingårdh.

## Características
Con 35 plantas y 118 metros de altura, es el cuarto más alto de Estocolmo. Los diez pisos más altos albergan oficinas con una superficie de 5000 metros cuadrados. Veintidós de los pisos de la torre están ocupados por un hotel de 229 habitaciones.
Los directores de la construcción fueron los arquitectos Gert Wingårdh y su colega Carolina Keyzer (desde agosto de 2010 galardonados con el premio Arquitecto de la ciudad de Estocolmo). Gert Wingårdh diseñó el edificio con forma de "T" junto con un arquitecto de Upsala y con un revestimiento brillante que consiste en ocho tipos diferentes de ventanas triangulares, con distintos tratamientos de superficie para que no se puedan detectar patrones regulares. El propietario es el grupo noruego de inversores Buchardt y la torre supuso unos 600 millones de coronas suecas para su construcción. La construcción comenzó en el verano de 2009 y el hotel fue inaugurado el 15 de septiembre de 2011.
Debe su nombre a Victoria de Suecia, la heredera al trono de Suecia.
Es el hotel más alto del norte de Europa quitándole el privilegio a la torre Oslo Plaza de la capital noruega con una superficie máxima de 117 metros.